# William Hazlitt
William Hazlitt (10 april 1778 - 18 september 1830) was een Engelse essayist, schrijver en literair criticus. Hij werd geboren in Maidstone en groeide op in een intellectueel gezin. 
Hazlitt begon zijn carrière als schilder, maar zijn ware roeping lag in het schrijven. Zijn essays behandelden een breed scala aan onderwerpen, van William Shakespeare en de romantische dichters tot politiek en filosofie. Zijn werk weerspiegelde zijn diepe intellect en onafhankelijke denken.
Een van zijn meest bekende werken is The Spirit of the Age, waarin hij portretten schetst van zijn tijdgenoten, waaronder dichters als William Wordsworth en Samuel Taylor Coleridge. Zijn kritieken waren vaak controversieel vanwege zijn eerlijke benadering.
Het leven van Hazlitt kende echter persoonlijke en financiële uitdagingen. Hij trouwde tweemaal en had vaak moeite om rond te komen. Zijn tweede huwelijk eindigde in 1827, wat leidde tot een periode van financiële druk. Hij overleed op 18 september 1830.